# Azab
Azab eren uns contingents militars turcs reclutats entre nois solters, i que tenien prohibit casar-se abans de ser llicenciats. Van existir entre el segle xiii i el segle xix. Els primers coneguts van ser reclutats pels Aydin-oghlu al final del segle xiii o començament del XIV i feien servei a la mar i van seguir així entre els seljúcides de Rum i els petits emirats turcmans d'Anatòlia. Al segle xiv els otomans disposaven d'azabs com a guarnició de fortaleses (coneguts com a kale azablari). També s'anomenava azabs a uns arquers reclutats per cada campanya. Al segle xvi es feien servir a Egipte com a sapadors. Després a l'Imperi Otomà es va tornar a la tradició i foren utilitzats com a mariners i van desaparèixer al segle xix.